# Space Recovery Experiment

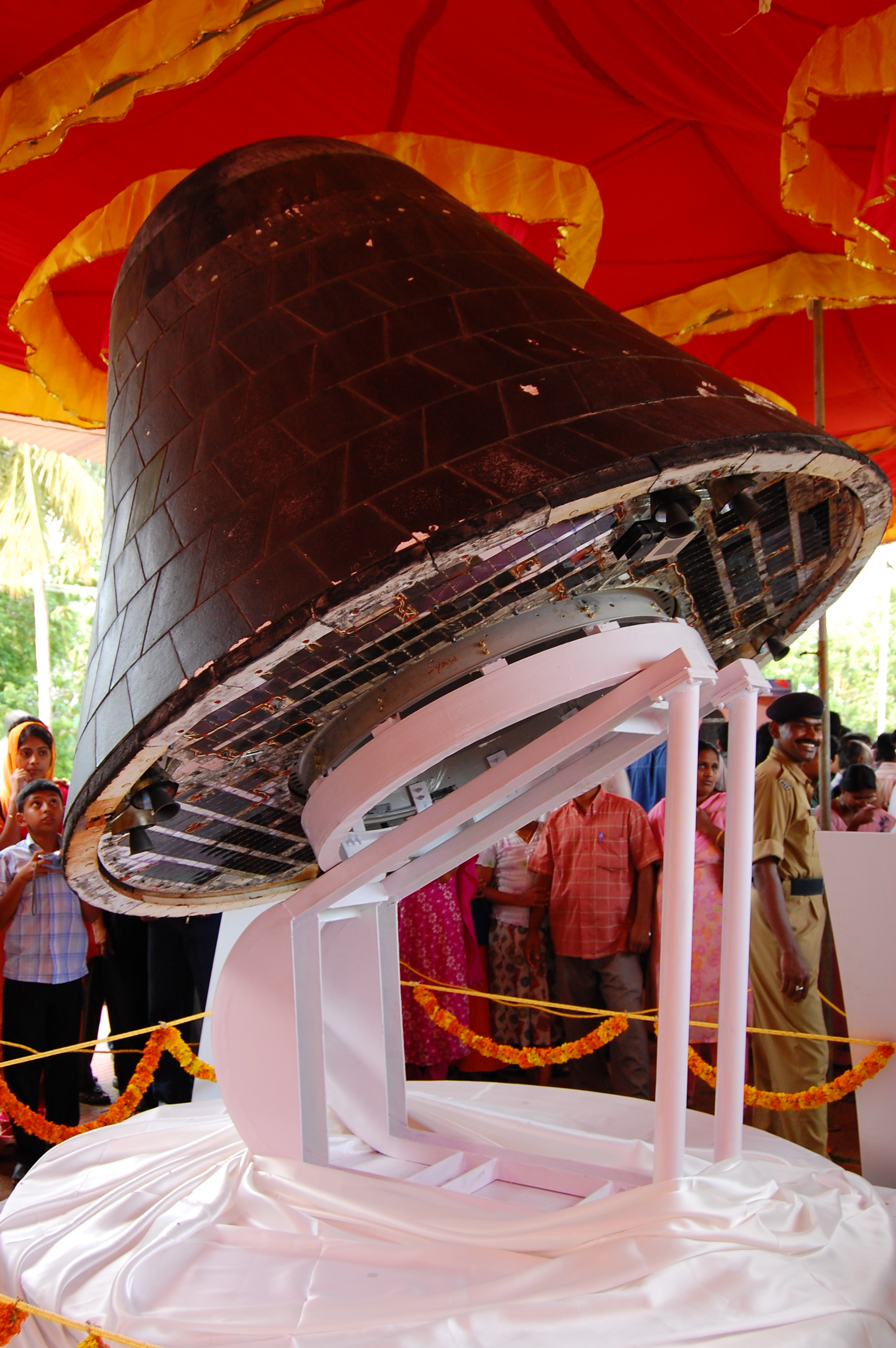
SRE-1.

Space Recovery Experiment o SRE-1 fue un experimento indio consistente una cápsula de reentrada atmosférica para estudiar el efecto de la reentrada con vistas a la construcción de una cápsula para realizar vuelos espaciales tripulados.

## Características y diseño
La cápsula llevaba una serie de experimentos para ser realizados en microgravedad. La aviónica del vehículo incluía una unidad de control, sensores de actitud, una unidad de medición inercial, un transpondedor en banda S, un sistema eléctrico alimentado por baterías, diversa instrumentación y acelerómetros y barómetros como ayuda en la operación de recuperación de la cápsula.
Tenía la forma de un cono truncado con un morro esférico de 50 cm de radio y una base con un diámetro de 2 m. El escudo térmico ablativo del morro estaba formado por resina fenólica, mientras que el resto del cuerpo de la cápsula estaba recubierto de baldosas negras de silicio.

## Lanzamiento y recuperación
La cápsula SRE-1 fue lanzada el 10 de enero de 2007 desde la base de Sriharikota mediante un cohete PSLV C7. Fue puesta en una órbita inicial de 620 km de perigeo y 643 km de apogeo, con una inclinación orbital de 97,9 grados. Tras permanecer 12 días en órbita terrestre, realizó varias maniobras para reducir su perigeo hasta reentrar el 22 de enero, cayendo en la Bahía de Bengala a las 4:07 GMT y siendo recuperada por buques de la Armada India.

## Especificaciones
- Longitud: 1,6 m
- Diámetro de la base: 2 m
- Masa: 550 kg